# Christine Scipio-O'Dean
Christine Scipio-O'Dean  de son nom complet Christine Lilian Scipio-O’Dean est une femme politique de Sainte-Hélène. Dans ce territoire britannique d'outre-mer, elle fait partie de ceux qui ont soutenu l'approbation du mariage homosexuel.

## Biographie

### Enfance et formation
Christine Scipio-O'Dean est née en 1971,

### Parcours politique
Christine Scipio-O'Dean est élue conseillère municipale pour la première fois en 2012,,  à la suite d'une élection partielle après la démission de Tara Thomas, et est devenue l'une des deux femmes conseillères municipales aux côtés de Bernice Olsson. Avant sa carrière politique, elle travaille comme enseignante et dans l'administration financière. Elle est réélue lors des élections régulières en 2013 et est nommée conseillère exécutive pour l'éducation. En 2014, elle participe à la 60e conférence parlementaire du Commonwealth qui s'est tenue au Cameroun'.
en 2017, elle est réélue au Conseil législatif et est nommée présidente de la commission de l'éducation et membre de la commission du développement économique. Cette année-là, elle soutient l'approbation du mariage homosexuel à Sainte-Hélène,,,. En 2019, elle assiste à la 6e conférence des femmes parlementaires du Commonwealth des îles britanniques et de la région méditerranéenne  à Jersey. L'année suivante, elle participe à la conférence des femmes parlementaires du Commonwealth des îles britanniques et de la région méditerranéenne, organisée par l'Assemblée législative des îles Falkland.
Christine Scipio-O'Dean est réélue au Conseil législatif en 2021.